# 11 Batalion Pancerny
11 batalion pancerny (11 bpanc) – oddział broni pancernych Wojska Polskiego w II Rzeczypospolitej.
Batalion był jednostką wojskową istniejącą w okresie pokoju i spełniającą między innymi zadania mobilizacyjne wobec oddziałów i pododdziałów broni pancernej. Spełniał również zadania organizacyjne i szkoleniowe. Stacjonował w Modlinie. W 1939, po zmobilizowaniu jednostek przewidzianych planem mobilizacyjnym, został rozwiązany.

## Doświadczalna Grupa Pancerno-Motorowa
12 listopada 1929 ówczesny szef Departamentu Zaopatrzenia Inżynierii Ministerstwa Spraw Wojskowych, płk sap. inż. Tadeusz Kossakowski złożył wniosek o zorganizowanie grupy pancerno-motorowej. Wniosek ten doczekał się realizacji latem 1930. Wówczas w garnizonie Warszawa została sformowana Doświadczalna Grupa Pancerno-Motorowa.
Zadaniem grupy było gromadzenie doświadczeń technicznych i taktycznych nowego sprzętu pancernego. Na dowódcę jednostki z dniem 15 września 1930 został wyznaczony major dyplomowany saperów Mieczysław Józef Wilczewski. W skład grupy miały wejść następujące pododdziały:
- pluton czołgów lekkich
- kompania czołgów rozpoznawczych
- szwadron samochodów pancernych
- dwie kompanie piechoty motorowej
- bateria artylerii motorowa
- pluton ckm na motocyklach
- pododdziały saperów i łączności oraz służby[2]

W 1931 na uzbrojeniu szwadronu samochodów pancernych znajdowało się dwanaście pojazdów pięciu typów:
- jeden Putiłow-Austin nr rej. 4432,
- jeden Austin Kegresse nr rej. 4993 z 2 szwadronu samochodów pancernych,
- jeden Iżorski-Fiat nr rej. 4433 z 2 szwadronu samochodów pancernych,
- trzy Peugeoty nr rej. 821, 824 i 1114,
- sześć wozów wzór 1928 nr rej. 5283, 5289 (z radiostacją RKD), 5436, 5573, 5579 i 5594[3].

Jesienią 1931 grupa została włączona w skład 3 pułku pancernego. Planowano przekształcenie grupy w II batalion, lecz do końca istnienia pułku zamiar ten nie został urzeczywistniony. Wiosną 1934 3 pułk pancerny został rozformowany. Doświadczalna Grupa Pancerno-Motorowa została przeniesiona z Warszawy do Modlina i włączona w skład Centrum Wyszkolenia Czołgów i Samochodów Pancernych, jako Doświadczalny Batalion Pancerno-Motorowy. Z dotychczasowego składu grupy została zorganizowana kompania czołgów, którą wcielono do 3 batalionu czołgów i samochodów pancernych.
W 1935 szwadron samochodów pancernych został przezbrojony w wozy wzór 1929, przeniesione z Wydzielonej Kompanii Samochodów Pancernych „Bydgoszcz”. Od 1937, gdy został utworzony korpus oficerów broni pancernych, do którego zostali przeniesieni oficerowie kawalerii, szwadron samochodów pancernych nazywany był żartobliwie „szwadronem pod złamaną ostrogą”. Dowódcą szwadronu był rotmistrz Aleksander Izdebski.
Jesienią 1937 Doświadczalny Batalion Pancerno-Motorowy został przemianowany na 11 batalion pancerny.

## 11 Batalion Pancerny
11 batalion pancerny był doświadczalnym i manewrowym pododdziałem podporządkowanym komendantowi Centrum Wyszkolenia Broni Pancernych.

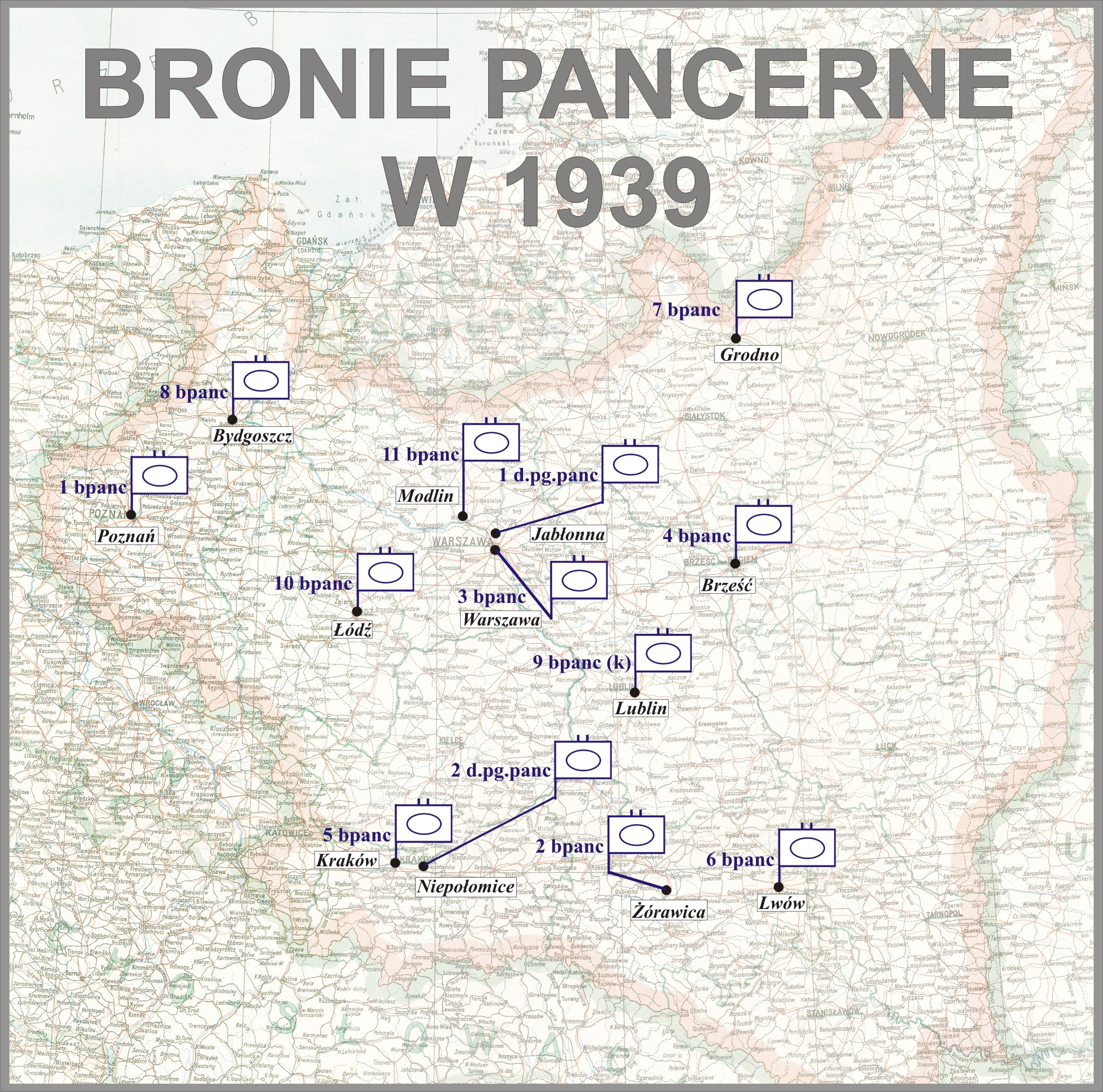
Bronie pancerne Wojska Polskiego w 1939 przed wybuchem II wojny światowej

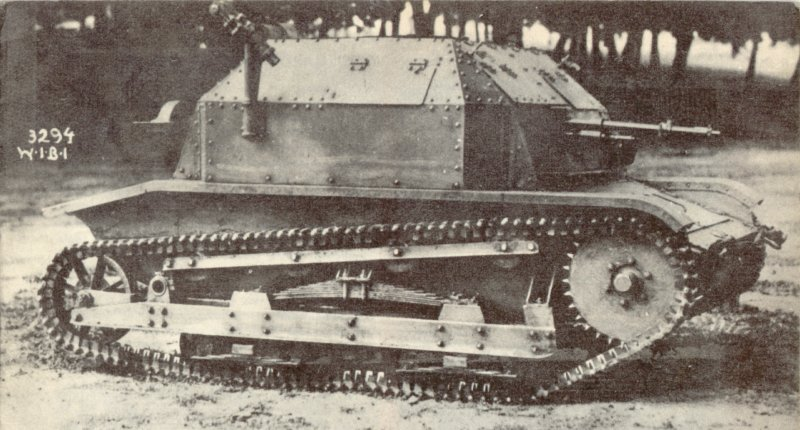
czołg TK-3

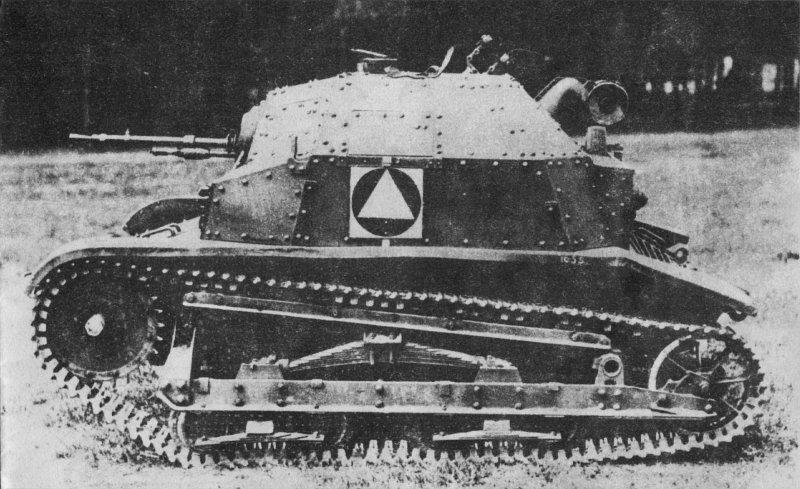
czołg TKS

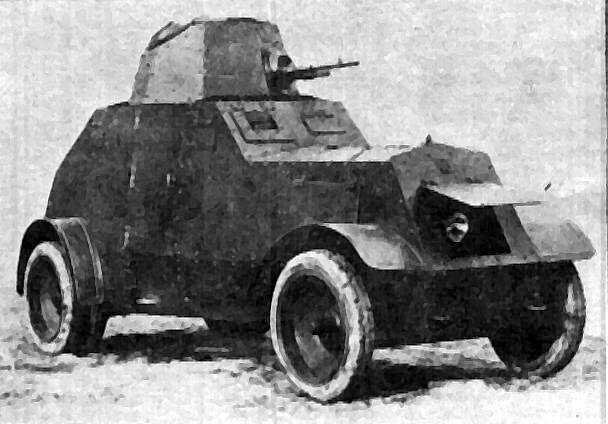
Samochód pancerny wz. 1929

W dniu 15 lipca 1939 na uzbrojeniu i wyposażeniu Centrum Wyszkolenia Broni Pancernych, w tym 11 batalionu pancernego, znajdował się następujący sprzęt pancerny i motorowy:
- 28 czołgów lekkich Vickers E i 7TP, w tym 11 w wersji jednowieżowej i 17 w wersji dwuwieżowej,
- 20 lekkich czołgów rozpoznawczych (tankietek) TK-3,
- 26 lekkich czołgów rozpoznawczych (tankietek) TKS,
- 10 samochodów pancernych wz. 1929,
- 3 samochody pancerne wz. 1934,
- 7 ciągników,
- 119 samochodów, w tym 84 ciężarowe, 21 specjalnych i 14 osobowych,
- 74 motocykle,
- 19 przyczepek.

24 sierpnia 1939 Centrum Wyszkolenia Broni Pancernych, jako jednostka mobilizująca, na bazie 11 batalionu pancernego sformowało 11 dywizjon pancerny. Dowódcą dywizjonu został major broni pancernych Stefan III Majewski.

## Kadra Doświadczalnej Grupy Pancerno-Motorowej i 11 batalionu pancernego

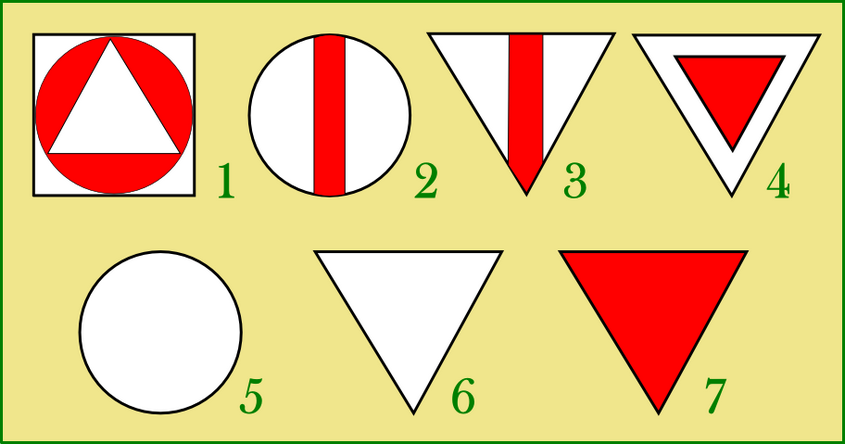
Znaki taktyczne malowane na czołgach lekkich i rozpoznawczych

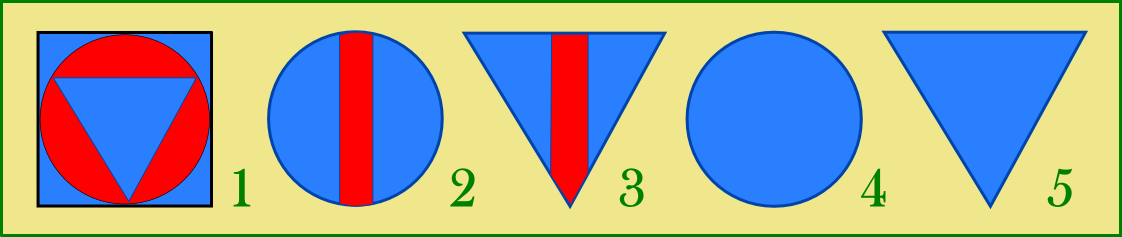
Znaki taktyczne malowane na pojazdach pancernych

| Dowódcy grupy i baonu                      | Dowódcy grupy i baonu   |
| ------------------------------------------ | ----------------------- |
| Stopień, imię i nazwisko                   | Okres pełnienia funkcji |
| mjr dypl. sap. Mieczysław Józef Wilczewski | od 15 IX 1930           |
| mjr dypl. kaw. Zygmunt II Miłkowski        | 1 IX 1931 – I 1934      |
| mjr br. panc. Stefan III Majewski          | I - 24 VIII 1939        |

| Stanowisko etatowe                      | Stopień, imię i nazwisko                    | Przydział we wrześniu 1939                                      |
| --------------------------------------- | ------------------------------------------- | --------------------------------------------------------------- |
| dowódca batalionu                       | mjr br. panc. Stefan III Majewski           | dowódca dywizjonu pancernego nr 11                              |
| adiutant                                | kpt. br. panc. Zbigniew Brodzikowski        | adiutant dywizjonu pancernego nr 11                             |
| dowódca kompanii czołgów TK             | kpt. br. panc. Mieczysław Stanisław Rzelski |                                                                 |
| dowódca plutonu                         | kpt. br. panc. Stanisław Łętowski           | dowódca samodzielnej kompanii czołgów rozpoznawczych nr 11      |
| dowódca plutonu                         | por. br. panc. Władysław Witold Mroziński   |                                                                 |
| dowódca plutonu                         | por. br. panc. Bronisław Rachwał            |                                                                 |
| dowódca kompanii czołgów 7TP            | kpt. br. panc. Czesław Blok                 | dowódca samodzielnej kompanii czołgów lekkich nr 12             |
| dowódca plutonu                         | por. br. panc. Józef Pieniążek              | dowódca I plutonu samodzielnej kompanii czołgów lekkich nr 12   |
| dowódca plutonu                         | chor. Spirydion Ślązakiewicz                | dowódca III plutonu samodzielnej kompanii czołgów lekkich nr 12 |
| dowódca szwadronu samochodów pancernych | kpt. br. panc. Mirosław Jarociński          | dowódca szwadronu samochodów pancernych typ B nr 11             |
| dowódca plutonu                         | kpt. br. panc. Edmund Konieczka             |                                                                 |
| dowódca plutonu                         | por. br. panc. Michał Nahorski              | dowódca I plutonu szwadronu samochodów pancernych typ B nr 11   |
| dowódca plutonu                         | chor. Stefan Wojcieszak                     | dowódca II plutonu szwadronu samochodów pancernych typ B nr 11  |